# Donisha Xavier
Donisha Xavier (sinh ngày 27 tháng 7 năm 1997) là một cầu thủ bóng đá quốc tế Dominica. 